# معركة شبوة (2022)
معركة شبوة هي اشتباكات مسلحة أندلعت في 7 أغسطس 2022 بين قوات موالية للمجلس الانتقالي الجنوبي ومدعومة أماراتيا وقوات من الأمن والجيش اليمني في محافظة شبوة.
في يوم الأربعاء 10 أغسطس تمكنت قوات من ألوية العمالقة السلفية الجنوبية وقوات دفاع شبوة المدعومة إماراتيا من السيطرة على معسكرات تابعة للقوات الحكومية في مدينة عتق بعد تدخل الطيران المسير الأماراتي الذي شن غارات جوية على مواقع الجيش والأمن.
واستمرت الاشتباكات بشكل متقطع، حيث واصلت القوات المدعومة اماراتيا الهجوم على القوات الحكومية خارج مدينة عتق باتجاه الطريق الدولي العبر-الوديعة المؤدي إلى السعودية وعُمان. في 22 من أغسطس تمكنت بمساندة من الطيران المسيرة من السيطرة على نقاط تفتيش ومواقع تتبع قوات الأمن الخاصة والجيش الموالية للحكومة اليمنية على طول الطريق الدولي.
واتهمت القوات الحكومية قوات العمالقة ودفاع شبوة بالهجوم على قوات حماية الشركات والمنشئات النفطية والغازية في محافظة شبوة بالرغم من التوجيهات الرئاسية بايقاف الاشتباكات وعدم الاقتراب من الشركات وحقول النفط.
وأتهم محافظ محافظة شبوة عوض الوزير المدعوم إماراتيا عددا من القيادات العسكرية والامنية الموالية للحكومة بتدبير إنقلاب وتمرد ضد السلطة المحلية، معلنا عن انطلاق عملية عسكرية لفرض الأمن والاستقرار في المحافظة حسب وصفه. وأعلن متحدث المجلس الانتقالي الجنوبي عن دعم المجلس للعملية العسكرية ضد ما أسماه التمرد العسكري على السلطة المحلية.